# Meinrad Iten

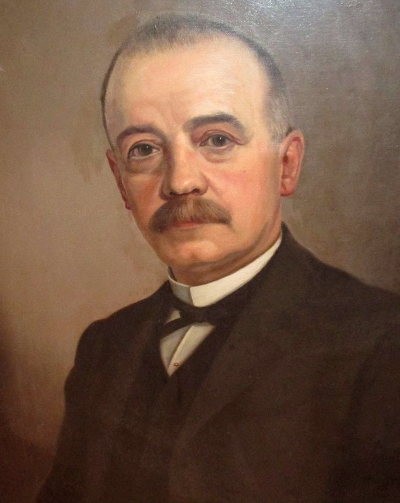
Meinrad Iten, Selbstporträt (1914)

Meinrad Iten (* 30. Juni 1867 in Unterägeri; † 28. Juni 1932 ebenda) war ein Schweizer Maler der Düsseldorfer Schule.

## Leben und Werk

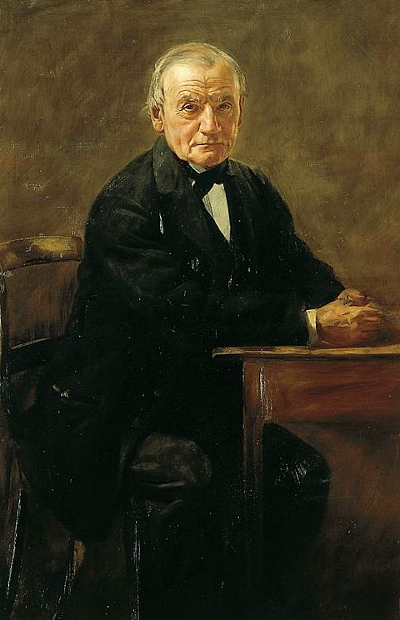
Porträt seines Onkels Johann Josef Iten (1894)

Meinrad Iten wurde im «Haus Eimerloch» beim Buechli in Unterägeri geboren. Als er zwei Jahre alt war, verlor er seinen Vater Jakob Josef Iten, einen Küfer von Beruf. Er wuchs in bescheidenen Verhältnissen mit seiner Mutter Barbara Iten, Tochter eines Hafners, im Haushalt seines Onkels Johann Josef Iten (1822–1907) in Unterägeri auf. Von 1881 bis 1883 besuchte er die katholische Stiftsschule in Einsiedeln, wo er seinen ersten Zeichenunterricht erhielt, und beschloss Kirchenmaler zu werden. Nach dem Besuch des Gymnasiums in Stans im Jahre 1883 und des Kollegiums in Sarnen nahm er Kunstunterricht bei Melchior Paul von Deschwanden in Stans und an der Beuroner Kunstschule. Im Jahre 1885 ging Iten nach München in das Atelier des Zuger Malers Joseph Brandenberg (1858–1906) und nahm dort Vorbereitungsunterricht für das gewünschte Studium an der Kunstakademie Düsseldorf.

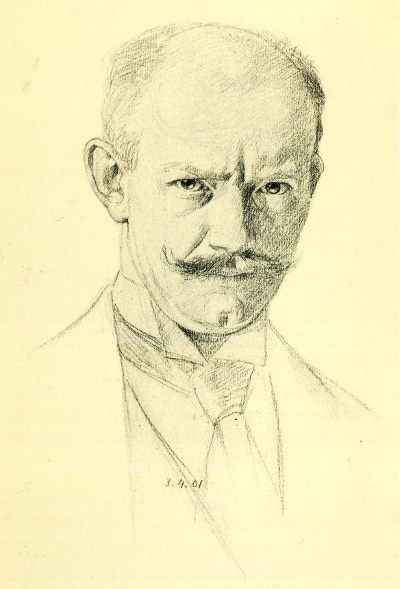
Selbstporträt von 1901

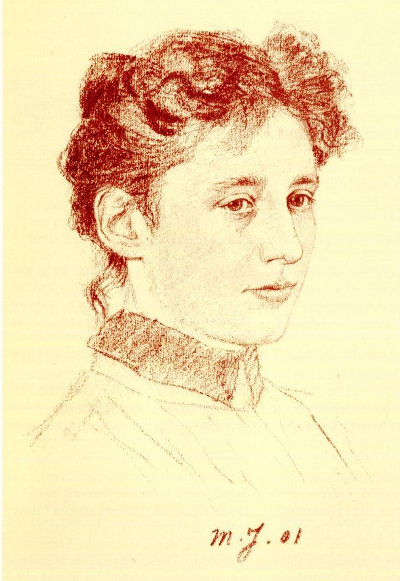
Itens Frau Wilhelmine Hess (1901)

Im Herbst 1885 wurde Iten an der Akademie in Düsseldorf aufgenommen, besuchte zuerst die Elementarklasse von Heinrich Lauenstein, gefolgt von der Ornamentikklasse von Adolf Schill und der Vorbereitungsklasse von Hugo Crola. Auf Anraten Crolas gab er das religiöse Genre zugunsten der Porträtmalerei auf. In der Antiken- und Naturklasse im Jahre 1887/1888 von Johann Peter Theodor Janssen wurde er mit «sehr begabt» beurteilt, fehlte aber oft wegen Mittellosigkeit. Peter Janssen unterstützte seinen Schüler und ermöglichte ihm als ersten Ausländer 1891 und 1892 Stipendien des preussischen Staates. 1893 schloss er das Kunststudium bei Janssen ab.
Eine persönliche Beziehung führte Iten mit Eduard von Gebhardt, den er bewunderte und welchem er im Künstlerverein «Malkasten» näher gekommen war, wo der kämpferische Professor oft zu Gast war. Mit dem drei Jahre älteren Arthur Kampf verband ihn eine Freundschaft, so wie auch mit dem Schweizer Maler Aloys Fellmann. Von 1888 bis 1902 war er Mitglied des Künstlervereins Malkasten. Im Jahre 1892 schloss er sich dem Akademischen Künstlerverein Laetitia an. Dort erhielt er den scherzhaften Alias «Uli», so wie sein Freund und Mitstudent der Akademie der Landschaftsmaler Carl Dahl (1867–1937) den Alias «Küken» erhielt, obwohl dieser sehr gross von Gestalt war.
Erste Erfolge als Bildnismaler stellten sich ein. Er erhielt Aufträge von bekannten Persönlichkeiten der Stadt und aus Norddeutschland. Bis 1899 blieb Iten als frei schaffender Künstler in Düsseldorf und hatte im so genannten Wunderbau in der Pempelforter Straße ein Atelier. 1896 stellte er zusammen mit Crola in der Galerie Eduard Schulte aus und erhielt ausgezeichnete Kritiken. Im gleichen Jahr stellte er auch auf der Internationalen Kunstausstellung in Berlin aus. 1899 lehnte Iten eine vom Düsseldorfer Akademiedirektor Peter Janssen angebotene Stelle mit Karriereaussichten an der Akademie ab und kehrte in die Schweiz zurück. Er hatte auf seinen Heimataufenthalten Wilhelmine Hess, Tochter eines wohlhabenden Hamburger Metzgereibesitzers, kennengelernt, welche er im Jahre 1901 gegen den Willen ihres Vaters heiratete. 1902 gebar seine Frau die Tochter Anna, 1905 die Tochter Elisabeth († 1961) und 1906 den Sohn Franz.
Iten arbeitete als erfolgreicher Porträtist grossbürgerlicher Familien in Zürich als auch Solothurn und fertigte Bildnisse kirchlicher Würdenträger. Nach dem Ersten Weltkrieg erhielt er wegen seiner konservativ-naturalistischen Auffassung zunehmend weniger repräsentative Aufträge und konzentrierte sich auf Zeichnungen, davon viele in Rötel. Er zeichnete mehr als tausend Porträts von Menschen des Ägeritals und der Region Zug sowie Landschaften seiner nächsten Umgebung. In den 1920er Jahren porträtierte Iten Zuger Landammänner. Sein wichtigster Förderer war Philipp Etter, Zuger Kantonsrat und späterer Vizepräsident des Bundesrats. Seit 1907, bis zu seinem Tod im Juni 1932, wohnte Meinrad Iten im Buechli in Unterägeri, an der Alten Landstrasse 33. Seine Frau Wilhelmine Iten-Hess überlebte ihn um dreissig Jahre.
Meinrad Iten galt zu seiner Zeit als einer der bedeutendsten Schweizer Porträtzeichner. 1987 machte der Bürgerrat von Unterägeri mit der «Arbeitsgruppe Meinrad Iten» die Erhaltung und Förderung des Andenkens an den Kunstmaler Iten, mit Werkverzeichnis (siehe unten) und dem Aufbau einer repräsentativen Bildersammlung, zu deren Hauptaufgabe. Mit «Meinard Iten Fonds» widmet sie sich heute vermehrt der Kunstförderung.
Meinrad Iten ist mütterlicherseits der Urgroßvater der Britin Issie Barratt, welche zu einer Auswahl von elf seiner Gemälden die Issie Barratt’s Meinrad Iten Suite komponierte und im September 2010 am Trinity College of Music in London aufzeichnete.